# Barış Ermiş
Barış Ermiş (İstanbul, 3 de janeiro de 1985) é um basquetebolista profissional turco, atualmente joga no Tofaş Bursa disputando a BSL e EuroCopa.